# Luchtvaart in 2008
Deze pagina gaat over het luchtvaartjaar 2008.

## Gebeurtenissen

### Januari
4 januari
- 14 mensen komen om wanneer een Let L-410 Turbolet van Transaven neerstort in de zee bij Islas Los Roques.

12 januari
- Een Mil Mi-17 van de krijgsmacht van de Republiek Macedonië stort neer in dikke mist ten zuidoosten van Skopje. Al de 11 militairen aan boord komen om.

23 januari
- Een EADS CASA C-295 van de luchtmacht van de Poolse Republiek stort neer bij Mirosławiec. Twintig inzittenden komen om.

### Februari
14 februari
- Brussels Airlines vervoert zijn 5 miljoenste passagier.

21 februari
- Een ATR 42-300 van Santa Barbara Airlines stort neer vlak na het opstijgen vanaf luchthaven Alberto Carnevalli in het Venezolaanse Mérida. Al de 46 inzittenden komen om.

### April
1 april
- Turkish Airlines wordt lid van Star Alliance.

3 april
- Blue Wing Airlines-vlucht PZ-TSO uitgevoerd met een Antonov An-28 van Blue Wing Airlines stort neer bij Benzdorp, Suriname. Al de 19 inzittenden komen om.

8 april
- Een Antonov An-26 van de Vietnamese luchtmacht stort neer in een veld nabij Hanoi. De vijf militairen aan boord komen om.

9 april
- Voor de vierde keer kondigt Boeing aan dat het 787-project vertraging oploopt. De eerste vlucht wordt verschoven naar het laatste kwartaal van 2008 en de eerste levering naar het derde kwartaal van 2009.

15 april
- Hewa Bora Airways-vlucht 122 uitgevoerd met een Douglas DC-9 stort onmiddellijk na het opstijgen vanaf Luchthaven Goma Internationaal neer. 40 mensen komen om waarvan 37 mensen op de grond. 40 inzittenden en 71 mensen op de grond raken gewond.

### Mei
19 mei
- De Soechoj Superjet 100 vliegt voor de eerste keer.

30 mei
- Een Airbus A320 van TACA Airlines glijdt van de landingsbaan op Luchthaven Toncontín. Vijf mensen komen om waaronder twee mensen op de grond, 65 anderen raken gewond.

### Juni
10 juni
- Een Airbus A310 van Sudan Airways stort neer tijdens het landen op de luchthaven van Khartoem. 30 van de 214 inzittenden komen om.

### Juli
11 juli
- EgyptAir wordt lid van Star Alliance.

### Augustus
17 augustus
- Vijf mensen komen om wanneer een Cessna 402C en een Rand Robinson KR-2 botsen tijdens het aanvliegen op Coventry Airport.

20 augustus
- Spanair-vlucht JK 5022 uitgevoerd met een McDonnell Douglas MD-82 stort neer vlak na het opstijgen vanaf Luchthaven Madrid-Barajas. 154 van de 172 inzittenden komen om, de overige 18 raken gewond.

24 augustus
- Iran Aseman Airlines-vlucht 6895 uitgevoerd met een Boeing 737-200 door Itek Air stort neer vlak na het opstijgen vanaf de luchthaven van Manas in Bisjkek, Kyrgyzstan. 68 van de 79 inzittenden komen om.

### September
14 september
- Aeroflot-vlucht 821 uitgevoerd met een Boeing 737-500 stort neer tijdens het naderen van Luchthaven Bolshoye Savino. Al de 88 inzittenden komen om.

15 september
- Wolfgang Mayrhuber, algemeen directeur van Lufthansa en Etienne Davignon, voorzitter van de raad van bestuur van SN Airholding kondigen de ondertekening van een akkoord aan waarbij Lufthansa voor 65 miljoen euro een aandeel van 45% verkrijgt in SN Airholding NV, de holding boven Brussels Airlines.

### Oktober
8 oktober
- Een de Havilland Canada DHC-6 Twin Otter van Yeti Airlines stort neer tijdens het aanvliegen op Luchthaven Lukla. 18 van de 19 inzittenden komen om.

### December
11 december
- Boeing kondigt aan dat de eerste vlucht van de Boeing 787 pas uitgevoerd zal worden in het tweede kwartaal van 2009 en niet zoals eerder aangekondigd in het laatste kwartaal van 2008.

31 december
- Martinair wordt overgenomen door de KLM.